# Futebolista sul-americano do ano 1975
O premio de jogador sul-americano do ano, foi atribuído a partir do ano de 1971 Até 1992
pelo jornal venezuelano "El Mundo". Este premio foi aberto para qualquer jogador sul-americano e foi reconhecído como oficial até o ano de 1985, sendo substituído posteriormente pelo jornal uruguaio, "El País", que recebeu status de oficial em 1986, passando a nomear, o "Rei de futebol da América", Elegendo somente jogadores sul-americanos e de clubes da América do Sul.

## Melhores jogadores do ano
Escolhidos Pelo diário venezuelano "El Mundo", por escritores de futebol da America do Sul. Qualquer jogador sul-americano era  elegível, não importando qual país ou continente ele jogasse.

Top 10
Vencedores
```
 1. Elías FIGUEROA                       Chile      
 Internacional-RS (Bra)

 2. Norberto ALONSO                      Argentina  
 River Plate (Arg)

 3. Fernando MORENA                      Uruguai    
 Peñarol (Uru)
```

```
 4. Manoel Rezende M. Cabral "NELINHO"   Brasil     
 Cruzeiro (Bra)

 5. LUIS Edmundo PEREIRA                 Brasil     
 Atlético Madrid (Spa)

 6. Hugo SOTIL                           Peru       
 F.C. Barcelona (Spa)

 7. Horacio SCOTTA                       Argentina  
 San Lorenzo de Almagro (Arg)

 8. Ricardo BOCHINI                      Argentina  
 Independiente (Arg)

    Teófilo CUBILLAS                     Peru       
 F.C. Porto (Por)

 10.João Leiva Campos Filho "LEIVINHA"   Brasil     
 Atlético Madrid (Spa)        
```

- Obs. Esta lista contém onze jogadores porque houve empate entre alguns concorrêntes.

- - Regulamento: Somente os três primeiros são premiados:

1. Bola de ouro
2. Bola de prata
3. Bola de bronze